# Stadionul Roumdé Adjia
Stadionul Roumdé Adjia este un stadion polivalent din Garoua, Camerun. În prezent este folosit mai ales pentru meciurile de fotbal. Acesta servește drept teren pe care joacă meciurile de pe teren propriu echipa Coton Sport Garoua. Stadionul găzduiește 30.000 de spectatori și a fost construit în 1978. Acest stadion este unul dintre stadioanele folosite în Cupa Africii pe Națiuni în 2021. A fost renovat de grupul portughez Mota-Engil.